# ヒエロクレス
ヒエロクレス（Hierocles, ? - 222年）は、ローマ皇帝ヘリオガバルスに仕えた奴隷で、馬車の御者。
アナトリア半島のカリア出身で、元々はローマ帝国に敗れた小国の戦士であったとされる。バイセクシャル、そしてトランスジェンダーであったヘリオガバルスとは性的、そして恋愛的な関係にあった。この金髪の奴隷をヘリオガバルスは夫と考えて、自分がヒエロクレスの妻、愛人、妃と呼ばれることを喜んだと言う。ヒエロクレスは力が強く、そして顔も整っていた。また、ヘリオガバルスは彼にカエサルの称号を与えて自分の帝位後継者と同格の扱いを与えようとしたが、これは成功しなかった。
222年にヘリオガバルスが殺害されると、ヒエロクレスも処刑された。